# Championnat de France de football américain 2013
Navigation
Saison 2012 Saison 2014
Le championnat de France de football américain 2013, appelé Casque de diamant 2013, est la 32e saison du championnat de France de football américain. Elle met aux prises neuf équipes réparties en deux poules géographiques (Nord et Sud), qui s'affrontent lors de la saison régulière, chaque équipe jouant dix matches. Les quatre premières équipes à l'issue de la saison régulière s'affrontent en play-off pour désigner le Champion de France 2013.

## Déroulement du championnat

### Équipes participantes
Le championnat compte neuf clubs répartis en deux poules géographiques (Nord et Sud) de quatre et cinq clubs. Les clubs participants sont les trois premières équipes de chaque poule de la saison régulière 2012 (Flash de La Courneuve, Molosses d'Asnières, Spartiates d'Amiens, Black Panthers de Thonon, Centaures de Grenoble, Dauphins de Nice), le vainqueur du barrage entre le dernier de la poule Nord de la saison régulière 2012 et le vainqueur de la poule Nord du casque d'or (Templiers d'Élancourt), et le vainqueur du barrage entre le dernier de la poule Sud de la saison régulière 2012 et le vainqueur de la poule Sud du casque d'or (Kangourous de Pessac). Le club des Cougars de Saint-Ouen-l'Aumône a été repêché.
T Tenant du titre.
P Promu de Division 2.
| Équipe                         | Montée | Titres | Saisons | Entraineur                                          |
| ------------------------------ | ------ | ------ | ------- | --------------------------------------------------- |
| Cougars de Saint-Ouen-l'Aumône | 2000   | 0      | 13      | William McCarthy (jusqu'au mois d'avril) Xavier Mas |
| Flash de La Courneuve          | 1985   | 9      | 27      | Richard Rhoades                                     |
| Molosses d'Asnières            | 2011   | 0      | 12      | Jerôme Dondey                                       |
| Spartiates d'Amiens T          | 1997   | 3      | 17      | Steeve Guersent                                     |
| Templiers d'Élancourt P        | 2012   | 0      | 13      | Emmanuel Charret                                    |

| Équipe                   | Montée | Titres | Saisons | Entraineur        |
| ------------------------ | ------ | ------ | ------- | ----------------- |
| Black Panthers de Thonon | 2004   | 0      | 13      | Larry Legault     |
| Centaures de Grenoble    | 2010   | 0      | 4       | Jarvis McGarrah   |
| Dauphins de Nice         | 2007   | 0      | 6       | Frederic Chameroy |
| Kangourous de Pessac P   | 2012   | 0      | 1       | Alexandre Pré     |

### Formule

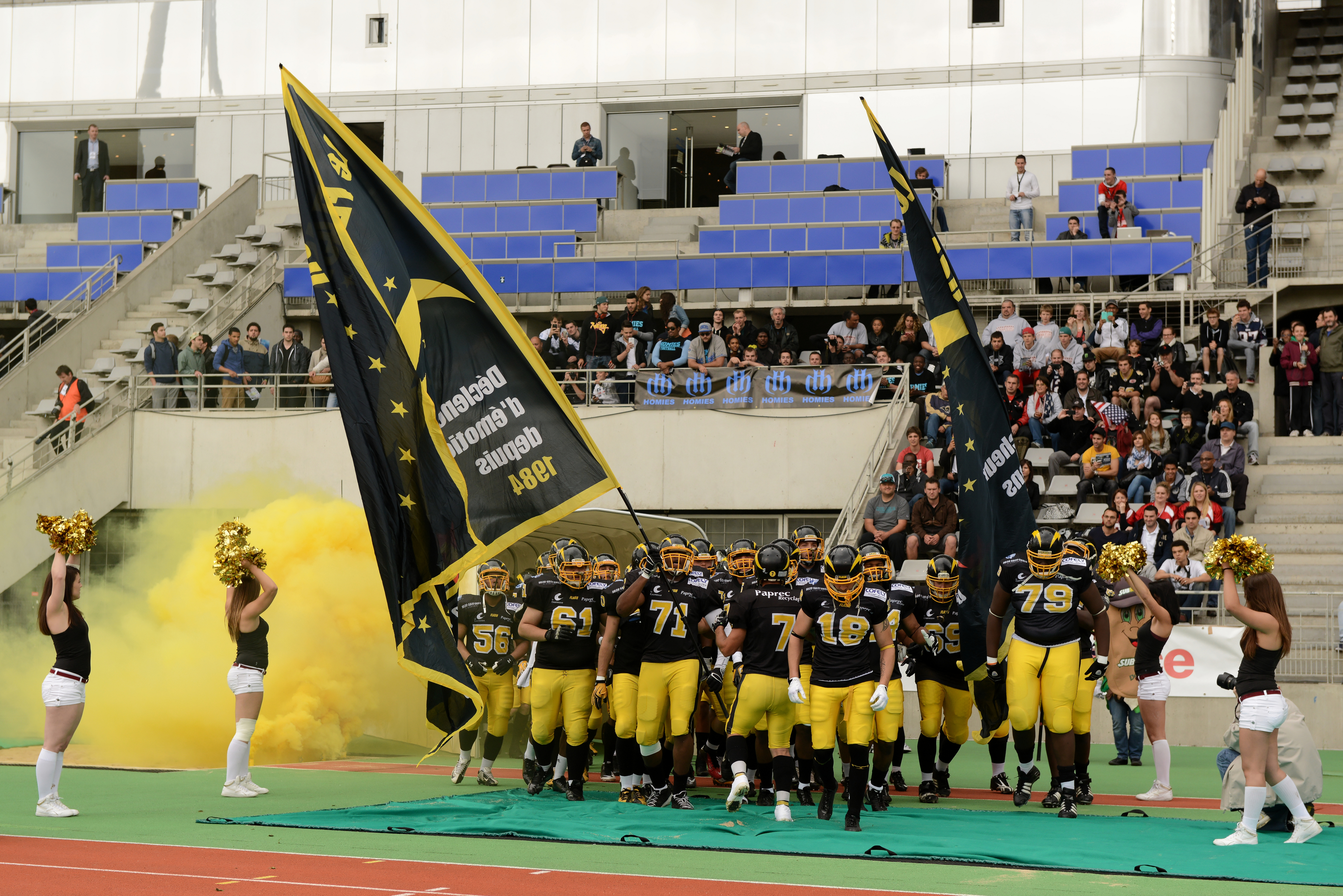
Entrée des Flash de La Courneuve avant la finale.

Les points sont répartis comme suit :
- Victoire 3 points
- Nul 2 points
- Défaite 1 point
- Forfait 0 point

## Saison régulière

### Classement général

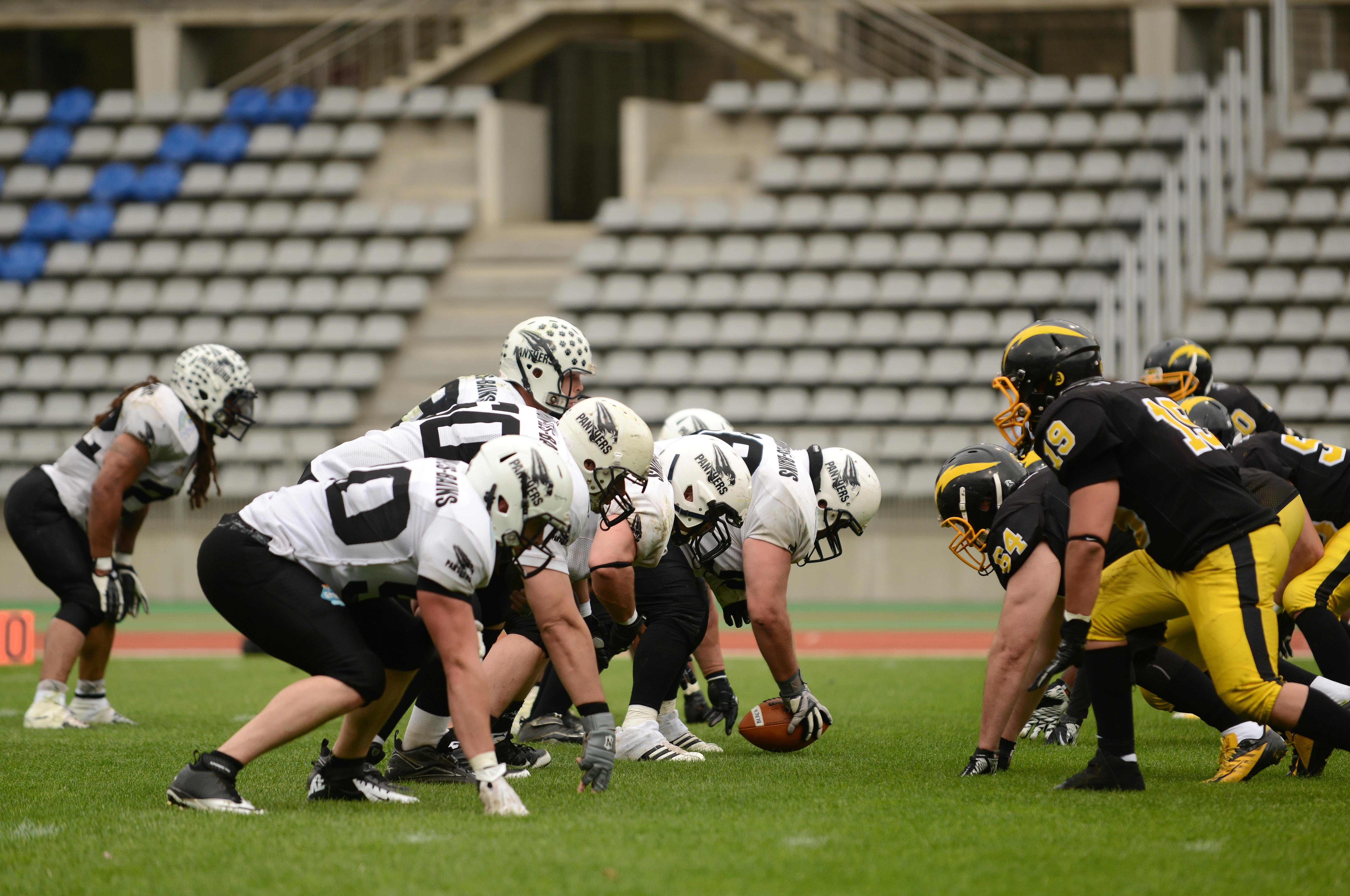
Flash vs Black Panthers en finale.

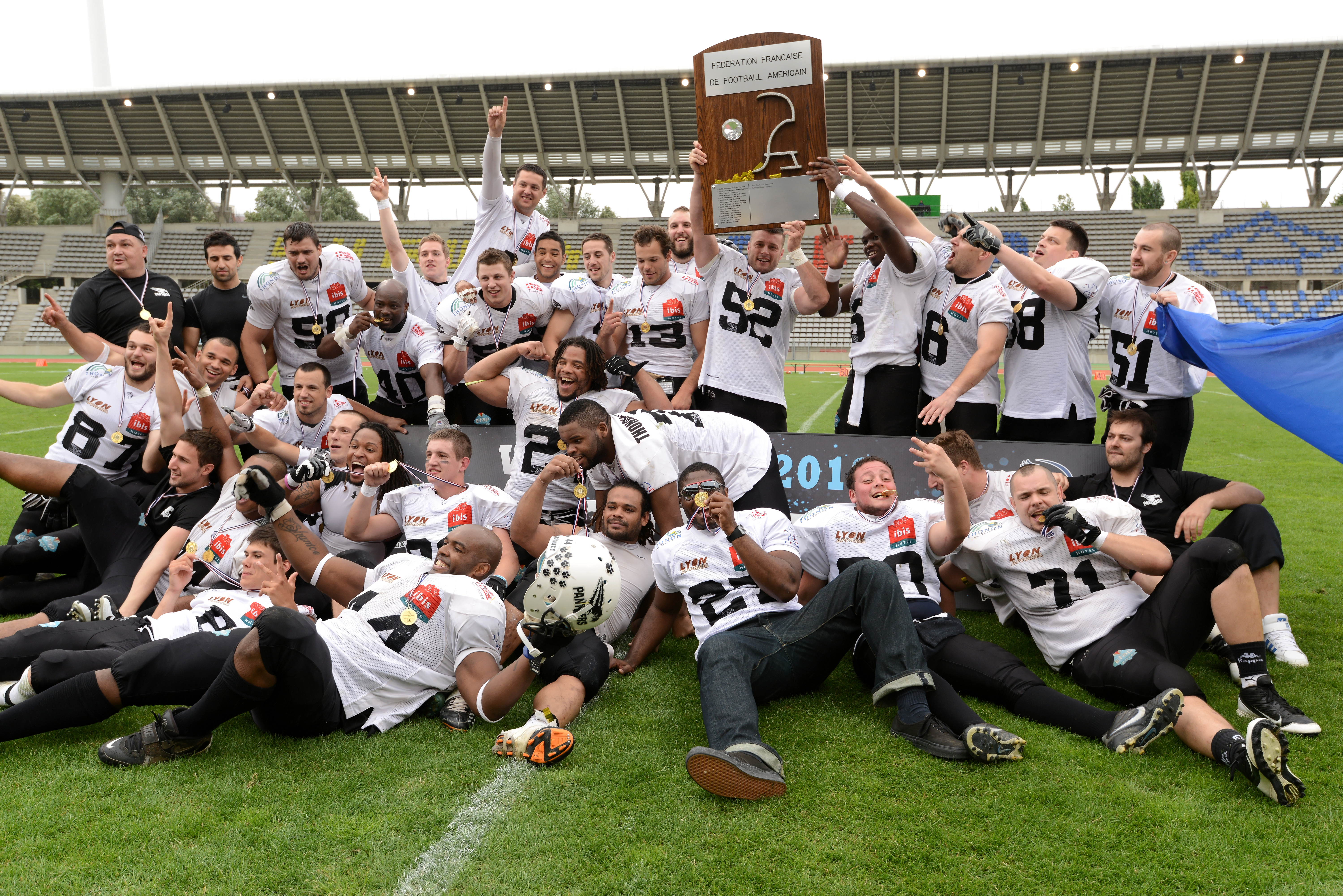
Black Panthers après leur victoire en finale.

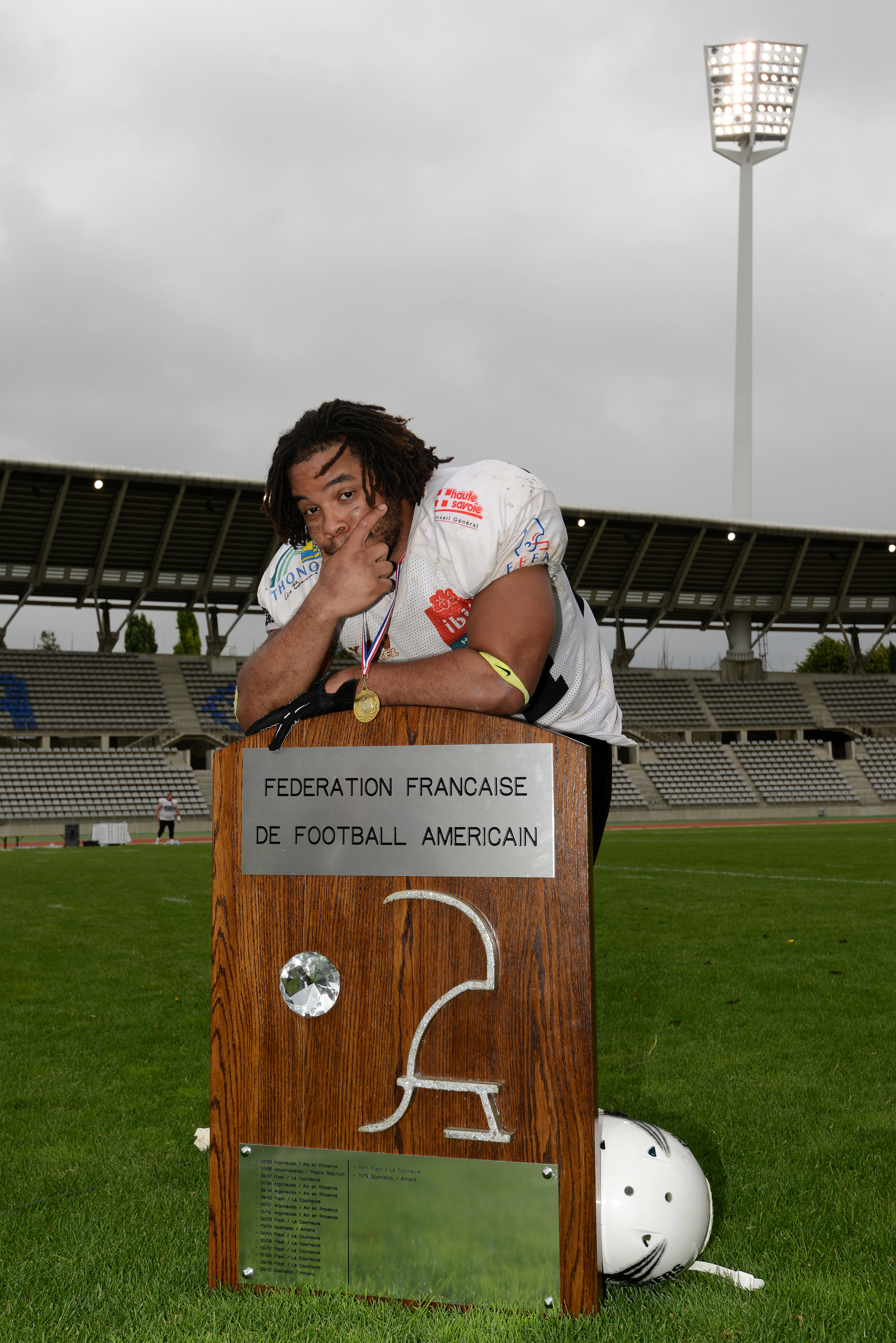
Le running back Stephen Yepmo pose avec le trophée après la finale.

| Rang | Équipe                         | Pts | J  | G | N | P | Bp  | Bc  | Diff |
| ---- | ------------------------------ | --- | -- | - | - | - | --- | --- | ---- |
| 1    | Flash de La Courneuve          | 26  | 10 | 7 | 2 | 1 | 266 | 110 | +156 |
| 2    | Dauphins de Nice               | 25  | 10 | 7 | 1 | 2 | 206 | 117 | +89  |
| 3    | Black Panthers de Thonon       | 24  | 10 | 7 | 0 | 3 | 266 | 175 | +91  |
| 4    | Templiers d'Élancourt          | 22  | 10 | 6 | 0 | 4 | 223 | 211 | +12  |
| 5    | Kangourous de Pessac           | 20  | 10 | 5 | 0 | 5 | 151 | 133 | +18  |
| 6    | Molosses d'Asnières            | 20  | 10 | 5 | 0 | 5 | 230 | 202 | +28  |
| 7    | Cougars de Saint-Ouen-l'Aumône | 19  | 10 | 4 | 1 | 5 | 204 | 220 | -16  |
| 8    | Spartiates d'Amiens            | 12  | 10 | 1 | 0 | 9 | 145 | 336 | -191 |
| 9    | Centaures de Grenoble          | 12  | 10 | 1 | 0 | 9 | 92  | 279 | -187 |

### Classement par poule
| Rang | Équipe                         | Pts | J  | G | N | P | Bp  | Bc  | Diff |
| ---- | ------------------------------ | --- | -- | - | - | - | --- | --- | ---- |
| 1    | Flash de La Courneuve          | 26  | 10 | 7 | 2 | 1 | 266 | 110 | +156 |
| 2    | Templiers d'Élancourt          | 22  | 10 | 6 | 0 | 4 | 223 | 211 | +12  |
| 3    | Molosses d'Asnières            | 20  | 10 | 5 | 0 | 5 | 230 | 202 | +28  |
| 4    | Cougars de Saint-Ouen-l'Aumône | 19  | 10 | 4 | 1 | 5 | 204 | 220 | -16  |
| 5    | Spartiates d'Amiens            | 12  | 10 | 1 | 0 | 9 | 145 | 336 | -191 |

| Rang | Équipe                   | Pts | J  | G | N | P | Bp  | Bc  | Diff |
| ---- | ------------------------ | --- | -- | - | - | - | --- | --- | ---- |
| 1    | Dauphins de Nice         | 25  | 10 | 7 | 1 | 2 | 206 | 117 | +89  |
| 2    | Black Panthers de Thonon | 24  | 10 | 7 | 0 | 3 | 266 | 175 | +91  |
| 3    | Kangourous de Pessac     | 20  | 10 | 5 | 0 | 5 | 151 | 133 | +18  |
| 4    | Centaures de Grenoble    | 12  | 10 | 1 | 0 | 9 | 92  | 279 | -187 |

### Résultats
| Résultats (dom.\ext.)                                      | Panth. | Centa. | Daup. | Flash. | Kang. | Molos. | Spart. | Temp. | Coug. |
| Black Panthers                                             |        | 40-03  | 14-13 | 28-26  | 20-06 |        |        | 20-28 |       |
| Centaures                                                  | 13-20  |        | 14-20 |        | 07-12 | 28-20  | 12-28  |       |       |
| Dauphins                                                   |        | 34-08  |       |        | 16-14 | 14-17  |        | 28- 7 | 19-14 |
| Flash                                                      |        | 42-00  | 20-20 |        |       | 13-07  | 33-00  |       | 07-07 |
| Kangourous                                                 | 17-14  |        | 03-07 | 07-13  |       |        | 21-07  |       | 24-14 |
| Molosses                                                   | 22-41  |        |       |        | 07-20 |        | 54-21  | 20-09 | 40-00 |
| Spartiates                                                 | 19-46  |        | 06-35 | 00-45  |       |        |        | 14-21 | 30-44 |
| Templiers                                                  |        | 34-07  |       | 14-24  | 28-27 | 42-23  | 21-20  |       |       |
| Cougars                                                    | 28-23  | 28-00  |       | 27-42  |       | 14-16  |        | 28-19 |       |
| - Victoire à domicile - Match nul - Victoire à l'extérieur |        |        |       |        |       |        |        |       |       |

### Trophées desmeilleurs joueursFrançais et étranger
- Trophée Laurent Plegelatte (meilleur joueur Français) : Stephen Yepmo (running back, Black Panthers).
- Trophée Chris Flynn (meilleur joueur étranger) : Marc Verica (quaterback, Cougars).

## Play-off et barrages

### Barrages d'accession
| Barrage | Date         | Barragiste Casque de diamant (D1) | Score | Barragiste Casque d'or (D2) |
| ------- | ------------ | --------------------------------- | ----- | --------------------------- |
| Nord    | 15 juin 2013 | Spartiates d'Amiens               | 20-29 | Météores de Fontenay        |
| Sud     | 16 juin 2013 | Centaures de Grenoble             | 14-27 | Centurions de Nîmes         |

### Play-off
|  | Demi-finales                 | Demi-finales                 |                           |   | Finale - Casque de Diamant XIX                                                                                  | Finale - Casque de Diamant XIX                                                                                  |
|  | Demi-finales                 | Demi-finales                 |                           |   | Finale - Casque de Diamant XIX                                                                                  | Finale - Casque de Diamant XIX                                                                                  |
|  |                              |                              |                           |   | | |
|  | 8 juin 2013 à La Courneuve   | 8 juin 2013 à La Courneuve   |                           |   | 22 juin 2013 à Paris, Stade Charléty MVP de la finale : Alex Thomas (RB, Black Panthers) Affluence : 5500 pers. | 22 juin 2013 à Paris, Stade Charléty MVP de la finale : Alex Thomas (RB, Black Panthers) Affluence : 5500 pers. |
|  | 8 juin 2013 à La Courneuve   | 8 juin 2013 à La Courneuve   |                           |   | 22 juin 2013 à Paris, Stade Charléty MVP de la finale : Alex Thomas (RB, Black Panthers) Affluence : 5500 pers. | 22 juin 2013 à Paris, Stade Charléty MVP de la finale : Alex Thomas (RB, Black Panthers) Affluence : 5500 pers. |
|  | [1] Flash de La Courneuve    | 25                           |                           |   | 22 juin 2013 à Paris, Stade Charléty MVP de la finale : Alex Thomas (RB, Black Panthers) Affluence : 5500 pers. | 22 juin 2013 à Paris, Stade Charléty MVP de la finale : Alex Thomas (RB, Black Panthers) Affluence : 5500 pers. |
|  | [1] Flash de La Courneuve    | 25                           |                           |   | 22 juin 2013 à Paris, Stade Charléty MVP de la finale : Alex Thomas (RB, Black Panthers) Affluence : 5500 pers. | 22 juin 2013 à Paris, Stade Charléty MVP de la finale : Alex Thomas (RB, Black Panthers) Affluence : 5500 pers. |
|  | [4] Templiers d'Élancourt    | 21                           |                           |   | 22 juin 2013 à Paris, Stade Charléty MVP de la finale : Alex Thomas (RB, Black Panthers) Affluence : 5500 pers. | 22 juin 2013 à Paris, Stade Charléty MVP de la finale : Alex Thomas (RB, Black Panthers) Affluence : 5500 pers. |
|  | [4] Templiers d'Élancourt    | 21                           | [1] Flash de La Courneuve | 0 | | |
|  | 8 juin 2013 à Nice           |                              | [1] Flash de La Courneuve | 0 | | |
|  |                              | [3] Black Panthers de Thonon | 14                        |   | | |
|  | [2] Dauphins de Nice         | [3] Black Panthers de Thonon | 14                        | 7 | | |
|  | [2] Dauphins de Nice         |                              |                           | 7 | | |
|  | [3] Black Panthers de Thonon | 28                           |                           |   | | |
|  | [3] Black Panthers de Thonon | 28                           |                           |   | | |

## Résultat
| Vainqueur Casque de diamant 2013 Black Panthers de Thonon 1er titre |